# Dobsonia beauforti
Dobsonia beauforti är en däggdjursart som beskrevs av Johannes Baptista Bergmans 1975. Dobsonia beauforti ingår i släktet Dobsonia och familjen flyghundar. IUCN kategoriserar arten globalt som livskraftig. Inga underarter finns listade.
Denna flyghund förekommer på mindre öar kring Fågelhuvudhalvön som tillhör Nya Guinea. Habitatet utgörs av skogar och dessutom uppsöker arten trädgårdar och fruktodlingar. Individerna bildar vid viloplatsen som kan vara grottor eller träd stora kolonier.